# Kurt Müller (Bürgermeister)
Kurt Müller (* 11. Juli 1903 in Bräunsdorf bei Limbach; † 18. März 1977 in Reutlingen) war ein deutscher Politiker (SAP, SPD bzw. SED).

## Werdegang
1931 wurde Kurt Müller, der mehrere Jahre im Rathaus von Eppendorf in Sachsen tätig war, Beamter auf Lebenszeit. Müller war im nationalsozialistischen Deutschland als Mitglied der SAP, einer linken Abspaltung der SPD, im Widerstand  gegen das Hitler-Regime. Er wurde 1933 verhaftet, weil er einen Revolver für einen geplanten bewaffneten Widerstand besaß und im Wald vergraben hatte, und kam ins KZ Sachsenburg. Seine Familie war während seiner KZ-Haft sozial geächtet und die anderen Kinder durften nicht mehr mit seinem Sohn Heiner spielen. Kurt Müller wurde aus dem Beamtendienst entfernt, musste aus seinem Wohnort Eppendorf wegziehen und in das Haus seiner Eltern im nahe liegenden Bräunsdorf einziehen. Kurt Müller blieb jahrelang arbeitslos. Während seiner Arbeitslosigkeit förderte er tagsüber die literarischen Neigungen seines Sohnes Heiner, während seine Frau als Näherin in einer Textilfabrik arbeitete. 1938 zog Kurt Müller nach Waren am Müritzsee im Land Mecklenburg, wo er eine Anstellung als Betriebsprüfer für die Landkrankenkasse bekam. 1943 wurde Kurt Müller in die Wehrmacht einberufen.
Nach Kriegsende engagierte er sich zunächst wieder in der SPD, wurde 1945 Ortsvorsitzender und 1946 Kreisvorsitzender. Er wurde vom Kreisparteitag zum Delegierten für den Landesparteitag in Mecklenburg-Vorpommern und vom Landespartei zum Delegierten für den Berliner SPD-Parteitag gewählt. Er nahm daher als SPD-Delegierter am 21. und 22. April 1946 im Admiralspalast am Zwangsvereinigungsparteitag zur SED teil. Er war u. a. stellvertretender Landrat in Waren/Müritz und Mitglied im Landesparteivorstand von Mecklenburg-Vorpommern. Bis 1947 war er Paritätischer Kreisvorsitzender der SED und Mitglied des Landesvorstandes der SED. Am 1. November 1947 wurde er Bürgermeister von Frankenberg in Sachsen. 1950 ging er nach West-Berlin, nachdem er auch in Opposition zur SED geraten und von ihr als sogenannter Titoist ausgeschlossen worden war. Dorthin folgten ihm 1951 seine Frau und sein jüngerer Sohn Wolfgang, nicht jedoch der ältere Sohn Heiner Müller. Später ging Kurt Müller mit Frau und jüngerem Sohn in den Westen nach Württemberg, wo er seine Wiedereinstellung in den Beamtenstand erreichte. 1966 wurde er durch einen Schlaganfall als Beamter im Tübinger Regierungspräsidium dienstunfähig und 1967 in den Ruhestand versetzt.
Seine Söhne waren der Dramatiker Heiner Müller (1929–1995) und der Schriftsteller, Hörspiel- und Filmautor Wolfgang Müller (1941–2013).